# Paulina Stroiwąs
Paulina Stroiwąs (ur. 17 maja 1994 w Środzie Wielkopolskiej) – polska siatkarka, grająca na pozycji środkowej. 

## Sukcesy klubowe
I liga:
- 2021, 2022[2]